# San Luis Valley
San Luis Valley je nejrozsáhlejší mezihorská sníženina Jižních Skalnatých hor. Leží na jihu Colorada a zasahuje i na sever Nového Mexika, ve Spojených státech amerických. Má délku přibližně 250 kilometrů a šířku 80 kilometrů. Zaujímá plochu okolo 21 000 km2. Průměrná nadmořská výška údolí je 2 330 metrů. Západně leží pohoří San Juan Mountains, východně pohoří Sangre de Cristo Mountains. V severovýchodní části údolí se nachází jeden z národních parků Great Sand Dunes.